# 朱锡侯
朱锡侯（1914年3月2日—2000年1月27日），祖籍浙江绍兴，生于吉林，笔名朱颜，生理心理学家。

## 经历
在吉林省立模范小学读完初小和高小后，朱锡侯于1927年入毓文中学读初中，曾担任学生自治会会长（金日成是自治会外交股负责人）。后到北平中法大学孔德学院附属高中读高中。
1937年本科毕业于中法大学哲学系，同年赴法国留学，在里昂中法大学注册。朱锡侯先就读于里昂大学文学院，主攻美学和情绪心理学，师从艾蒂安·苏里奥教授，获得文学硕士学位。后转入理学院专攻神经生理学，师从亨利·卡多教授，在卡多教授于1942年去世后由埃米尔·泰鲁瓦纳教授指导其博士论文，于1942年底获得理学博士学位。1943年进入巴黎大学心理学院进行博士后研究，师从亨利·皮埃龙教授，并获得心理学博士学位（但因提前回国并未进行最后的答辩）。
二战结束后，朱锡侯婉拒雷恩大学心理学家阿尔贝·比尔卢教授的邀请，放弃留在法国任教的机会，旋即于1945年8月28日回国。后应国立云南大学熊庆来校长邀请，出任云南大学医学院生理科主任教授兼实验室主任，文法学院心理学、美学教授。1956年出任昆明医学院生理教研组主任教授。在反右及文革中受到迫害，文革结束后得到平反，几经周折，于1980年调入杭州大学，任心理学系教授，讲授生理心理学课程，至1987年退休。

## 研究

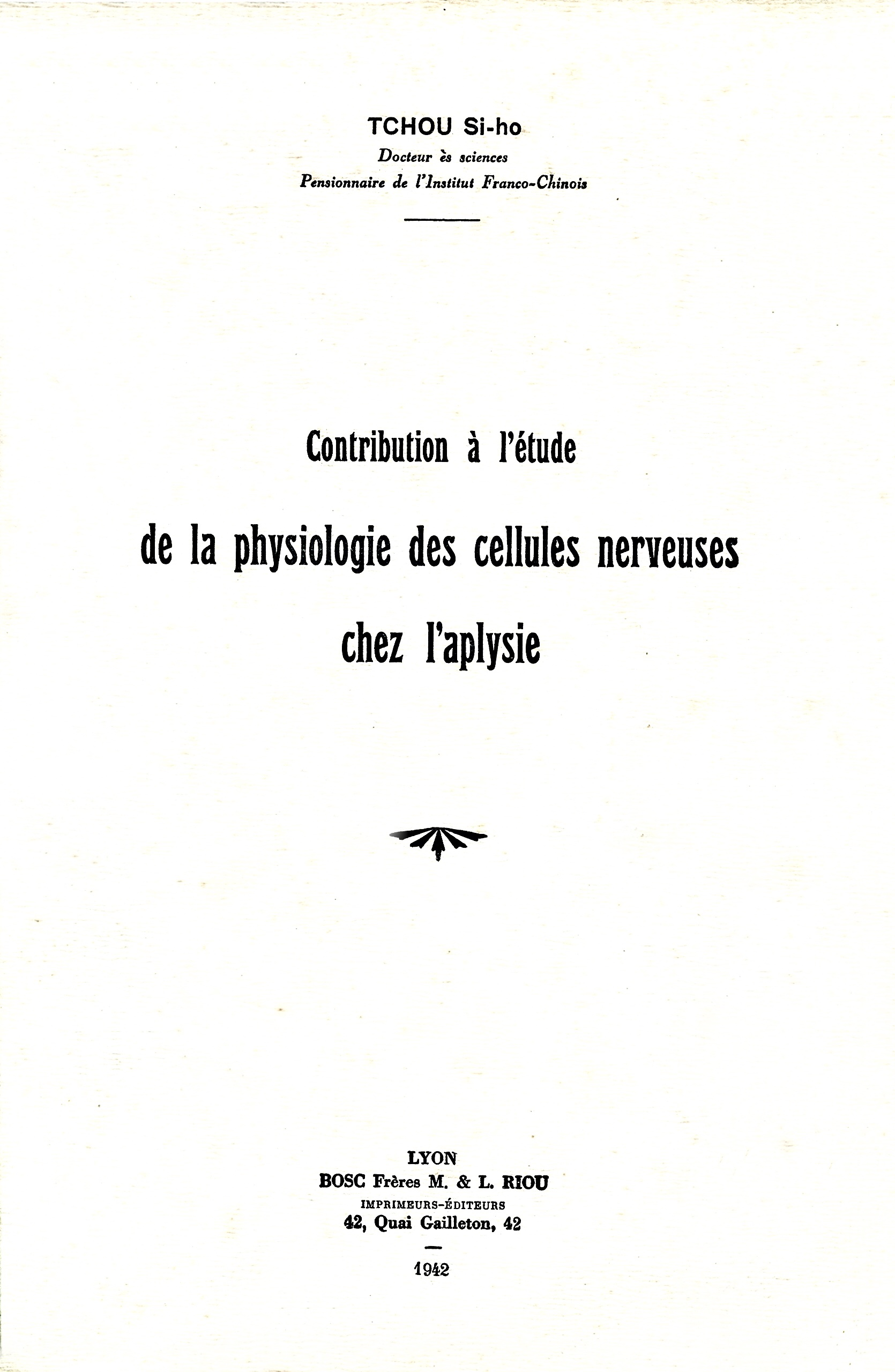
朱锡侯博士论文封面

他是海兔神经细胞研究的开创者之一，发现了海兔神经细胞的节律性放电现象。其博士论文《海兔神经细胞的生理学研究成果》和与卡多弟子、“亦师亦友”的安热莉克·阿瓦尼塔基共同发表的论文《海兔神经细胞的个体相对性生长律》等均是该领域的经典文献。后来，埃里克·坎德尔正是受到阿尔娃尼塔基和朱锡侯等前人研究的启发，运用海兔神经细胞来研究记忆存储的生理机制，并于2000年获得诺贝尔生理学或医学奖。回国后，在医学院任教期间，朱锡侯还先后进行了“痛觉与皮肤反射”、“狗大小肠与输尿管吻合后，观察输尿管壁结构的适应性变化”和“针刺足三里对消化道与造血功能的影响”等研究。
此外，他的法语造诣颇高，晚年在夫人范小梵等人协助下，翻译完成都德散文名著《磨坊文札》，由天津百花文艺出版社以《都德散文选》为名出版。在美学方面，他曾在《美术译丛》发表译作《论波蒂切利及蒙娜丽莎》，并将饮食美学与生理心理学结合。2011年，人民文学出版社出版了由其女儿朱新地整理的《昨夜星辰昨夜风：八十自述》一书，收录的是朱锡侯在1990年代口述的个人历史。

## 家庭成员
- 弟弟朱锡良
- 妹妹朱锡春
- 妻子范小梵，与卓琳、张瑞芳是北平第一女子中学高中同学，哥哥范希衡是朱锡侯在中法大学的老师，两人由此相识。
- 长女朱新地
- 次女朱新天，法国东方艺术博物馆副馆长。